# Polycyrtus burgosi
Polycyrtus burgosi là một loài tò vò trong họ Ichneumonidae.